# Richarlison
Richarlison (* 10. Mai 1997 in Nova Venécia, Espírito Santo; voller Name Richarlison de Andrade) ist ein brasilianischer Fußballspieler, der seit Juli 2022 in der Premier League bei Tottenham Hotspur unter Vertrag steht. Der Offensivspieler ist seit September 2018 brasilianischer Nationalspieler.

## Vereinskarriere

### América Mineiro
Der in Nova Venécia geborene Richarlison de Andrade begann seine Karriere in der Nachbargemeinde Águia Branca bei Real Noroeste und stieß im Dezember 2014 in die Jugendabteilung des brasilianischen Zweitligisten América Mineiro. Dort rückte er bereits im Juni 2015 in den Profikader auf. Sein Profidebüt im Trikot Américas hatte er bereits am 4. Juli desselben Jahres, als er beim 3:1-Heimsieg gegen Mogi Mirim EC eingewechselt wurde. Im selben Spiel konnte er außerdem das 3:1 erzielen.
Am 21. Juli 2015 verlängerte Richarlison seinen Vertrag bis 2018 und konnte in derselben Saison mit América den Aufstieg in die höchste Spielklasse Brasiliens, der Campeonato Brasileiro de Futebol, feiern.

### Fluminense FC
Am 29. Dezember 2015 unterschrieb Richarlison einen Fünfjahresvertrag beim brasilianischen Traditionsverein Fluminense FC in Rio de Janeiro. Sein Debüt absolvierte er am 13. Mai 2016 in der zweiten Runde des Copa do Brasil, in der er mit seinem neuen Arbeitgeber auf Ferroviária traf. Das Spiel endete 3:3, jedoch erreichte Fluminense aufgrund eines 3:0-Erfolgs im Hinspiel die nächste Runde.
Zwei Tage später kam Richarlison auch das erste Mal in einem Ligaspiel zum Einsatz, dort traf er mit Fluminense auf seinen ehemaligen Verein América Mineiro. Das Spiel wurde 1:0 gewonnen. Sein erstes Ligator gelang ihm am 26. Juni, als er das Siegestor gegen den Lokalrivalen CR Flamengo erzielen konnte.
Bei der Campeonato Carioca 2017 konnte Richarlison in zwölf Einsätzen acht Tore erzielen, außerdem gelangen ihm im selben Jahr bei der Copa Sudamericana, dem südamerikanischen Pendant zur Europa League, in vier Einsätzen zwei Tore. Fluminense scheiterte in diesem Wettbewerb im Viertelfinale an Flamengo.

### FC Watford
Richarlison wagte im Sommer 2017 den Schritt nach Europa. Er wurde am 8. August vom Premier-League-Club FC Watford unter Vertrag genommen. Der Brasilianer unterschrieb einen Kontrakt bis 2022 und kostete die Hornets eine Ablösesumme in der Höhe von 12,4 Millionen Euro. Seinen ersten Ligaeinsatz für Watford gab er am ersten Spieltag der Saison 2017/18 bei einem 3:3-Unentschieden gegen den FC Liverpool. Bereits am nächsten Wochenende erzielte er beim 2:0-Sieg über den AFC Bournemouth sein erstes Pflichtspieltor.
Am Ende der Saison war Richarlison der einzige Spieler Watfords, der in allen 38 Ligaspielen zum Einsatz kam. Dem Flügelspieler gelangen in seiner ersten Saison auf der Insel insgesamt fünf Tore.

### FC Everton
Im folgenden Sommer 2018 wurde Richarlison als Transferziel des neuen Everton-Trainers Marco Silva genannt. Silva, der ihn bereits letzte Saison in Watford trainierte, konnte den Brasilianer letztlich am 24. Juli nach Liverpool holen. Für die Dienste Richarlisons überwies der FC Everton 39,2 Millionen, die sich durch Bonuszahlungen auf 45 Millionen steigern können, an den FC Watford. Dies war bis zu diesem Zeitpunkt die zweithöchste Ablösesumme, die Everton für einen Spieler zahlte. Einzig der isländische Mittelfeldmann Gylfi Sigurðsson kostete dem Verein mehr Ablöse.
Richarlison erlebte bei seinem neuen Verein einen Einstand nach Maß. Bereits am ersten Spieltag der Premier League Saison 2018/19 schnürte er, beim 2:2-Unentschieden gegen die Wolverhampton Wanderers, einen Doppelpack. In seiner ersten Spielzeit erzielte er in 35 Ligaspielen 13 Tore. Auch in der darauffolgenden Saison 2019/20 gelangen ihm in 36 Ligaspielen 13 Treffer.
Anfang Dezember 2019 unterzeichnete Richarlison einen neuen Fünfjahresvertrag bei den Toffees.

### Tottenham Hotspur
Am 1. Juli 2022 wechselte Richarlison zum Ligakonkurrenten Tottenham Hotspur. Der Kontrakt mit dem Klub erhielt eine Laufzeit bis Juni 2027. Die Ablösesumme betrug 50 Millionen Pfund Sterling, umgerechnet etwa 58 Mio. Euro. Durch Bonizahlungen kann sich der Betrag um weitere 10 Mio. Pfund auf knapp 70 Mio. Euro erhöhen. Im Mai 2025 konnte der Spieler mit dem Klub die  UEFA Europa League 2024/25 gewinnen. In dem Finale wurde Manchester United mit 1:0 bezwungen. In dem Turnier bestritt er sieben Spiele und erzielte ein Tor.

## Nationalmannschaft
Richarlison spielte 2016 erstmals für den brasilianischen Verband und kam für dessen U-20-Nationalmannschaft in zehn Spielen zum Einsatz, in denen er drei Tore erzielte.
Von Nationaltrainer Tite wurde Richarlison am 27. August 2018 in den Kader der brasilianischen Nationalmannschaft für die Freundschaftsspiele am 7. September 2018 gegen die Fußballnationalmannschaft der Vereinigten Staaten und am 11. September 2018 gegen die Fußballnationalmannschaft von El Salvador in den USA berufen. Er war Ersatz für den eigentlich berufenen Pedro vom Fluminense FC, der sich am 25. August 2018 im Ligaspiel gegen den Cruzeiro EC verletzt hatte. Im Spiel gegen die USA wurde Richarlison in der 75. Minute für Roberto Firmino eingewechselt. Im zweiten Spiel gegen El Salvador erzielte Richarlison seine ersten zwei Tore für die Auswahl: das 2:0 in 16. Minute nach Vorlage von Neymar und das 4:0 in der 50. Minute (Endstand 5:0).
Im Mai 2019 wurde Richarlison in den Kader der Mannschaft für die Spiele um die Copa América 2019 berufen. In der Gruppenphase stand er in der ersten zwei Spielen gegen Bolivien und Venezuela in der Startelf. Ein Tor gelang ihm in diesen Spielen nicht. Im dritten und letzten Gruppenspiel saß er auf der Reservebank und kam nicht zum Einsatz. Beim Viertelfinalspiel am 27. Juni gegen Paraguay stand Richarlison nicht im Kader. Aufgrund einer akuten Mumpserkrankung musste er isoliert auf seinem Hotelzimmer bleiben. Aufgrund der Erkrankung wurden alle weiteren Spieler vorsorglich geimpft. Zum Halbfinalspiel am 2. Juli war Richarlison als Reservespieler wieder im Kader. Im Finale wurde er in der 75. Minute für Roberto Firmino eingewechselt und erzielte in der 90. Minute das Tor zum 3:1-Endstand per Elfmeter.
Im Juni 2021 wurde Richarlison in den Kader der Olympiaauswahl für das Fußballturnier der Olympischen Sommerspiele 2021 berufen. Beim 4:2-Sieg im ersten Gruppenspiel gegen die deutsche Auswahl erzielte er einen lupenreinen Hattrick. Am Ende des Turniers konnte die Auswahl die Mannschaft Spaniens im Finale mit 2:1 besiegen und Richarlison die Goldmedaille umhängen.

## Trivia
Bei einem Testspiel der Nationalmannschaft am 27. September 2022 in Paris gegen Tunesien wurde Richarlison mit einer Banane beworfen. Richarlison hatte das zweite Tor der Partie erzielt, beim Jubel über den Treffer wurde die Banane geworfen, welche ihn verfehlte. Er kommentierte den Vorfall auf Twitter: „Solange sie weiterhin ‚bla bla bla‘ sagen und nicht bestrafen, wird es so weitergehen, jeden Tag und überall. Keine Zeit, Bruder!“ Vor der Partie hatten sich die brasilianischen Spieler hinter einem Schild mit der Aufschrift versammelt: „Ohne unsere schwarzen Spieler hätten wir keine Sterne auf unserem Trikot.“
Abseits des Platzes unterstützt Richarlison soziale Anliegen. So spendet er 10 % seines Gehalts von Tottenham Hotspur für den Kampf gegen Krebs, unterstützt bedürftige Familien in seiner Heimatstadt und positioniert sich unter anderem gegen Rassismus, Polizeigewalt und Queerfeindlichkeit.

## Erfolge
Fluminense
- Primeira Liga do Brasil: 2016
- Taça Guanabara: 2017

Nationalmannschaft
- Copa América: 2019
- Olympiasieger: 2021

Tottenham Hotspur
- UEFA Europa League: 2024/25

## Auszeichnungen
- Torschützenkönig der Olympischen Sommerspiele: 2021 (5 Tore)